# Mohamed Vatad
Mohamed Vatad (hebrejsky: מוחמד ותד, arabsky: محمد وتد, žil 1. června 1937 – 24. září 1994) byl izraelský politik a poslanec Knesetu za strany Ma'arach, Mapam a Chadaš.

## Biografie
Narodil se v obci Džat. Absolvoval asijsko-africká studia na Telavivské univerzitě. Patřil do komunity izraelských Arabů.

## Politická dráha
V mládí se angažoval v komunistických mládežnických organizací a v hnutí ha-Šomer ha-Ca'ir. Po dlouho dobu byl jedním z hlavních arabských představitelů strany Mapam, vydával stranický arabskojazyčný list al-Mersad coby arabskou mutaci deníku Al ha-Mišmar.
V izraelském parlamentu zasedl poprvé po volbách v roce 1981, do nichž šel za stranu Ma'arach. Byl členem výboru pro vzdělávání a kulturu, výboru pro ústavu, právo a spravedlnost, výboru pro jmenování islámských soudců a výboru pro záležitosti vnitra a životního prostředí. Mandát poslance obhájil na kandidátce Ma'arach ve volbách v roce 1984, po nichž se stal členem výboru práce a sociálních věcí, výboru pro jmenování islámských soudců a výboru pro záležitosti vnitra a životního prostředí. Během funkčního období Knesetu se poslanecký klub Ma'arach rozpadl a Mohamed Vatad přešel do samostatné frakce Mapam. V roce 1988 ale vzhledem k nespokojenosti s postojem strany Mapam k první intifádě rezignoval na členství ve straně a připojil se k radikálně levicové straně Chadaš.
Ve volbách v roce 1988 mandát poslance neobhájil. Po odchodu z Knesetu vedl list Kul al-Arab vydávaný v Nazaretu. Zemřel při dopravní nehodě.